# آل جبلي
آل جبَليٍّ: قبيلة متحضرة، من قبائل بارق، أهل قُوَّة وبأس، ومن أكثر قبائل بارق إِقْداما ومرّاساً وأعظمها هَيْبَة وهِمَّة. تقع منازل هذه القبيلة على ضفاف أودية  ثعّيب، الجُب، الطّحَل، شِهَار، العنقاء، الحباب، جبال، بقْرة، وغيرها من الأودية التي تنحدر إلى حلي. يحدّها من الجنوب قبائل آل دريب، ومن الشمال آل سباعي وحميضة، ومن الشرق آل موسى بن علي، ومن الغرب ربيعة الطحاحين. 
من أكثر قبائل بارق الفرعية قرى، وكانت حاضرتهم «الميفاء» من أعظم قرى تهامة على الإطلاق، غير أنها أصيبت عام 1341 هـ بنكبة، إذ هاجمها الإخوان، وكانت مقتلة عظيمة ما زال أهل بارق يذكرونها. وكان لهذه القبيلة سوق يومه يوم السبت في حاضرتها «الميفاء»، يجتمعون فيه مع القبائل والقرى المجاورة، ويتبادلون فيه بيع السلع والأمتعة.
أشتهرت بلاد آل جبَليٍّ بخصوبة أرضها، وجودة منتجاتها الزراعية، ويحيط بها مجموعة مهمة من المواقع الأثرية تعود إلى عصور ما قبل التاريخ، ومنها: خرابات وآثار «صعبان» القديمة وعديمة النَّظير وهي تحتاج إلى بحث وتنقيب، كما أشتهرت قديمًا بعمارتها الجميلة، وكان بها عدد من الحصون، وكانت تستعمل هذه الحصون مَراقِب للحراسة من هجوم الأعداء المباغت، وللدفاع عن بلادهم وممتلكاتهم، ومنها: حصن العَايَنَه، حصن الرَّمَادَة، حصن قرن العَيْريَّة وغيرها، وعامتها خربت على يد الإخوان عام 1341 هـ.
قال البريطاني كيناهان كورنواليس (1916م): «آل جبَليٍّ: يقيمون إلى الجنوب من حميضة، على طول طريق محايل-القنفذة. زعيمهم هو الشيخ هواش، وعددهم 800 رجل. وهم عادةً على علاقات سيئة مع قبائل: آل موسى بن علي، آل دريب، وربيعة الطحاحين. وجاء عنها في دليل العرب لدائرة استخبارات وزارة البحرية البريطانية (1916م): «يعيش كل من آل سباعيّ وآل جبلي حياة استقرار بالقرى. كبير مشايخ آل جبلي هو هواش؛ وهم 800 رجل، وقراهم الرئيسية: الميفاء وثعيب.» وقال الرحَّآلة ويلفريد ثيسيجر (1946م): «إلى الوراء من حميضة، توجد قبيلة آل جبلي، وهم يسكنون ضفاف وادي آل جبلي، وهو أهم روافد وادي حلي. وقد أستطعنا أن نطوي هذا الوادي حتى نصل إلى وادي حلي الذي كنت تواقاً لتتبع مجراه للبحر.»

## النسب
جَبَل بن عَليٍّ بن ثعلبة بن كنانة بن بارق بن عدي بن حارثة بن عمرو مزيقياء بن عامر بن حارثة بن امريء القيس بن ثعلبة بن مازن بن الأزد. وتنطوي هذه القبيلة على عدة عمائر، وهي:
| آل صعبان |

| آل ودعة |

| آل مرعي |

| آل المذيبة |

| المجامرة |

يقدر عدد أفراد هذه القبيلة بحوالي عشرة آلاف نسمة، ويشغل منصب مشيخة آل صعبان الشيخ أحمد بن محمد آل غشام البارقي، والمجامرة الشيخ حسن بن محمد علي الجابرية البارقي، وباقي العمائر تتبع الشيخ هيازع بن محمد بن علي بن معدي السلومي آل ودعة البارقي.

## قرى آل جبلي
بلغ عدد القرى في آل جبَليٍّ نحو 60 قرية، يعيش فيها نحو 10,000 فرد مستقر، أي بمعدل 165 فرداً للقرية الواحدة، ويغلب على توزيع قُراها صلة القرابة، فتكون القرية أو مجموعة القرى المتجاورة لأسرة أو فخذ واحد. ومن أهم القرى ما يلي:
| 1- الخرباء (الحوراء) | 2- الدمن |

| 1- الربدة | 2- العقالة | 3- الفرع | 4- اللوح |

### هوامش
1. ↑  ورد في المصدر هكذا Uthrub . ثريب وهو خطأ بإبدال العين راء، والمرادهنا ثعيب.
2. ↑  وادي آل جبلي يراد به هنا وادي بقرة. وكانت هذه القبيلة تسيطر على معظمه، لذلك كان ينسب إليها أحياناً.
3. ↑  ذُكر اسم ودعة لرجل من بارق في نقش ثمودي، طالع Thamudic Studies - Albert Jamme - page 11.. نسخة محفوظة 17 يناير 2018 على موقع واي باك مشين.
4. ↑  حليف.
5. ↑  مَجَامِر جمع مِجمَرة، والمجامرة عند العرب: كل قبيل يصبرون لقتال من قاتلهم لا يحالفون أَحداً ولا ينضمون إِلى أَحد. واشتهرت هذه القبيلة - قديما - بكثرة فرسانها.
6. ↑  وبراق أحد الأسماء الدارجة ببارق، لكن الطبيعة الجيولوجية لأرضها تطابق التسمية ويستبعد الرأي الأخير.
7. ↑  ويستعبد أنها مسماه على اسم رجل لكثرة  نبت السعدان في هذه القرية. لكن ما يقوي قول أنها مسماه على رجل هو لفظ (بن).
8. ↑  ويقال لها أيضاً الخضراء.
9. ↑  ويقال لها أيضاً المنفشة أو جمعًا المنافش.
10. ↑  ذكرها العمروي الجفلة تصحيف الجعلة، وهو خطأ.
11. ↑  أعلى القرية لآل جبلي وأسفلها لآل عيشي.
12. ↑  مواضع هذه الآثار  18°52'17  41°58'57 

18°51'54  41°58'42. نسخة محفوظة 2020-10-20 على موقع واي باك مشين.
13. 1 2  طالع الحصنين.
14. ↑  ذكرها حمد الجاسر الحرص تصحيف الخرص، وهو خطأ.
15. ↑  للإستزادة طالع الشعراء.
16. ↑  موضع النصلة من الرمادة  18°52'17  41°58'18. "N+41°58'18.0"E/@18.8713889,41.9738554,747m/data=!3m2!1e3!4b1!4m5!3m4!1s0x0:0x0!8m2!3d18.8713889!4d41.9716667?shorturl=1 نسخة محفوظة 26 مايو 2020 على موقع واي باك مشين.
17. ↑  وعلوان أيضاً موضع وقرية بالمفرق ببلاد حميضة.
18. ↑  مؤخراًً تم إزالة بعض هذه الأبنية للبناء في أماكنها.
19. 1 2  طالع الشعراء.
20. ↑  موضع أطلال حصن العيرية  18°51'40  41°58'7 .
21. ↑  وتعد من العاينة.
22. ↑  وهي من مشتملات العسرة وأحد نواحيها.